# Dąbrówka (Mędrów)
Dąbrówka – przysiółek wsi Mędrów w Polsce położony w województwie świętokrzyskim, w powiecie kieleckim, w gminie Raków.
W latach 1975–1998 przysiółek administracyjnie należała do województwa kieleckiego.